# Fyllosfera
Fyllosfera – zbiór nadziemnych części roślin wraz z mikroflorą i mikrofauną obecną na ich powierzchni. Drobnoustroje na powierzchnię roślin dostają się przede wszystkim z gleby w czasie kiełkowania, ale są również przenoszone przez wiatr wraz z kurzem lub pyłem, z kroplami deszczu bądź też przez owady.